# Costumbrismo
Der Costumbrismo (deutsch Kostumbrismus; von spanisch costumbre „Brauchtum, Landessitte“) ist als leichte, auf Unterhaltung bedachte Sittenschilderung eine literarische Strömung in der spanischen Literatur von etwa 1830 bis zur Mitte des 19. Jahrhunderts, die die Sitten und Gebräuche spanischsprachiger Gesellschaften schildert. Die Vertreter dieser Strömung werden als Costumbristas (Einzahl: Costumbristo) bezeichnet.

## Spanische Schriftsteller
Die romantische Orientierung der Costumbristas und ihre oft konservative Grundhaltung schloss die realistische Behandlung echter sozialer Probleme nicht aus. Angeregt von dem in Paris erschienenen Band Les français peints par eux mémes („Die Franzosen von sich selbst gemalt“) wurde 1843/44 in Spanien Los Españoles pintados por sí mismos („Die Spanier von sich selbst gemalt“), eine Textsammlung von Reportagen und Humoresken spanischer Autoren herausgebracht. Viele Autoren veröffentlichten unter einem Pseudonym. Vertreter waren u. a. die gebürtige Schweizerin Fernán Caballero, Ramón de Mesonero Romanos, Mariano José de Larra, Serafín Estébanez Calderón und Pedro Antonio de Alarcón. Sie bereiteten dem realistischen Roman des letzten Viertels des 19. Jahrhunderts (z. B. Pérez Galdós) den Weg. Der Stil des Costumbrismo hat in vielen Regionen – z. B. in Andalusien, Asturien, im Baskenland oder in Galicien – durch die Betonung des Lokalkolorits die Entstehung einer eigenständigen Literatur in den jeweiligen Regionalsprachen begünstigt. Er beeinflusste auch die Literatur Lateinamerikas, vor allem die Perus.

## Lateinamerikanische Schriftsteller
Der costumbrismo peruano setzt mit José Joaquín de Larriva y Ruiz (1780–1832) ein; weitere Vertreter waren F. Pardo (1806–68), Ricardo Palma und Clorinda Matto de Turner. In Chile gilt José Joaquín Vallejo (späteres Pseudonym: Jotabeche) (1811–58) als Kostumbrist. In Kolumbien sind J. de Dios Restrepo (1827–97), T. Carrasquilla (1858–1940), José Manuel Groot (1800–1878), José Manuel Marroquín (1827–1908) und Rubén López zu nennen, in Mexiko José Joaquín Fernández de Lizardi (1776–1827), der 1816 den ersten Roman Lateinamerikas (El Periquillo Sarniento) überhaupt schrieb, ferner J. B. Morales (1788–1856), Manuel Payno (1810–94) und G. Prieto (1818–97). Eine später mexikanischer Vertreter ist Mariano Arzuela. In Kuba ist der Costumbrismo durch Cirilo Villaverde (1812–1894) (Cecilia Valdés) vertreten.
Im Süden des Subkontinents (Argentinien, Chile) verbreitete Varianten des Costumbrismo waren Criollismo und Gauchismo, literarische und z. T. auch politische Gegenbewegungen gegen die der Aufklärung anhängenden urbanen Eliten und ihre Literatur. Unter der Diktatur des Generals Juan Manuel de Rosas wurde in den 1830er und 1840er Jahren der Gaucho mit seinem roten Poncho zur sozialen Leitfigur Argentiniens; der „zivilisierte“ bürgerlich-liberale Habitus, der von Sarmiento (in seinem Essay Civilización y barbarie 1845) gegen die „Primitivität“ und Wildheit der Indianer wie der Gauchos verteidigt wurde, war hingegen zunehmend verpönt. Mit großer Empathie schildern die costumbristischen Autoren zunächst den Kampf und die Arbeit der verarmten kreolischen Landbevölkerung inmitten ihrer natürlichen Umgebung; später führte das Erstarken der Agrar-Oligarchien zum zähen Festhalten an den neuen Leitbildern.
Insbesondere in Zentralamerika dominierte der Costumbrismo bis in die 1930er Jahre. In El Salvador sind José María Peralta Lagos und Salvador Salazar Arrué zu nennen. Rafael Ocasio hebt die Rolle des Costumbrismo für die afrokubanische Identitätsfindung, aber zugleich ihre problematischen Stereotypen bei der Beschreibung des Lebens der schwarzen Sklaven hervor.
Auch linksrevolutionäre Vertreter des Modernismo wie der Argentinier Leopoldo Lugones begeisterten sich für den Gaucho als kraftvollen und ursprünglichen Träger der argentinischen Zivilisatio. Mit dem Gaucho schuf Lugones den Archetypen des lateinamerikanischen Nationalisten, den Helden der Iliada de la pampa („Ilias der Pampa“). Das Streben nach Ursprung, Erdverbundenheit und Dekolonisierung erwies sich jedoch als erster Schritt zur Begründung grausamer faschistischer Traditionen auch in Lateinamerika.

## Costumbrismo im weiteren Sinn
Im weiteren Sinne wird mit Costumbrismo in Spanien jede Art künstlerischer Darstellung volkstümlicher oder regionaler Charaktere bis hin zu Karikatur bezeichnet (deutsche Entsprechung in der Literatur etwa: Heimatdichtung, in der bildenden Kunst: Sittenmalerei oder Genremalerei). Ein wichtiger Vertreter der andalusischen romantischen Genremalerei war Valeriano Domínguez Bécquer (1833–1870).
Auch in Bezug auf die Musik Lateinamerikas wird oft von Costumbrismo gesprochen.

## Costumbrismo in der bildenden Kunst Lateinamerikas
Besonders in Lateinamerika spielte der Costumbrismo eine bedeutende Rolle in Malerei und Grafik. Er zeichnete sich durch eine detailgenaue, beinahe ethnografisch-dokumentarische Schilderung des Lebens und der Feste des Volkes aus, die bisweilen in idyllische Genremalerei umschlug. Die vor allem in Kuba und Brasilien ubiquitäre Sklaverei, die dort erst 1886 bzw. 1888 abgeschafft wurde, fand keine Beachtung durch die kreolischen Künstler. Afrokubaner und Afrobrasilianer wurden allenfalls in Karnevalszenen oder als Karikaturen dargestellt. Ausnahmen machten ausländische Maler und Zeichner wie Moritz Rugendas, die durch die Exotik Lateinamerikas fasziniert waren. Dazu gehörte auch eine bedeutende costumbristische Malerschule auf Kuba um den in Spanien geborenen Victor Patricio de Landaluce (1830–89) und französischen Lithographen und Landschaftsmaler Pierre Toussaint Frédéric Mialhe (1810–68), der 1838 bis 1854 auf der Insel lebte.
Zu nennen sind ferner: in Kolumbien R. Torres Mendez (1809–85), in Argentinien Carlos Morel (1813–94), in Uruguay J. M. Besnes y Irigoyen (1788–1865) und Pedro Figari (1861–1938), der die Gauchos am Río de la Plata malte, in Chile M. A. Caro (1835–1903) und in Mexico José Agustín Arrieta (1802–79).